# لوله‌بران
لوله‌بران (نام علمی: Siphonophorida) نام یک راسته از رده هزارپائیان است.